# 临城县

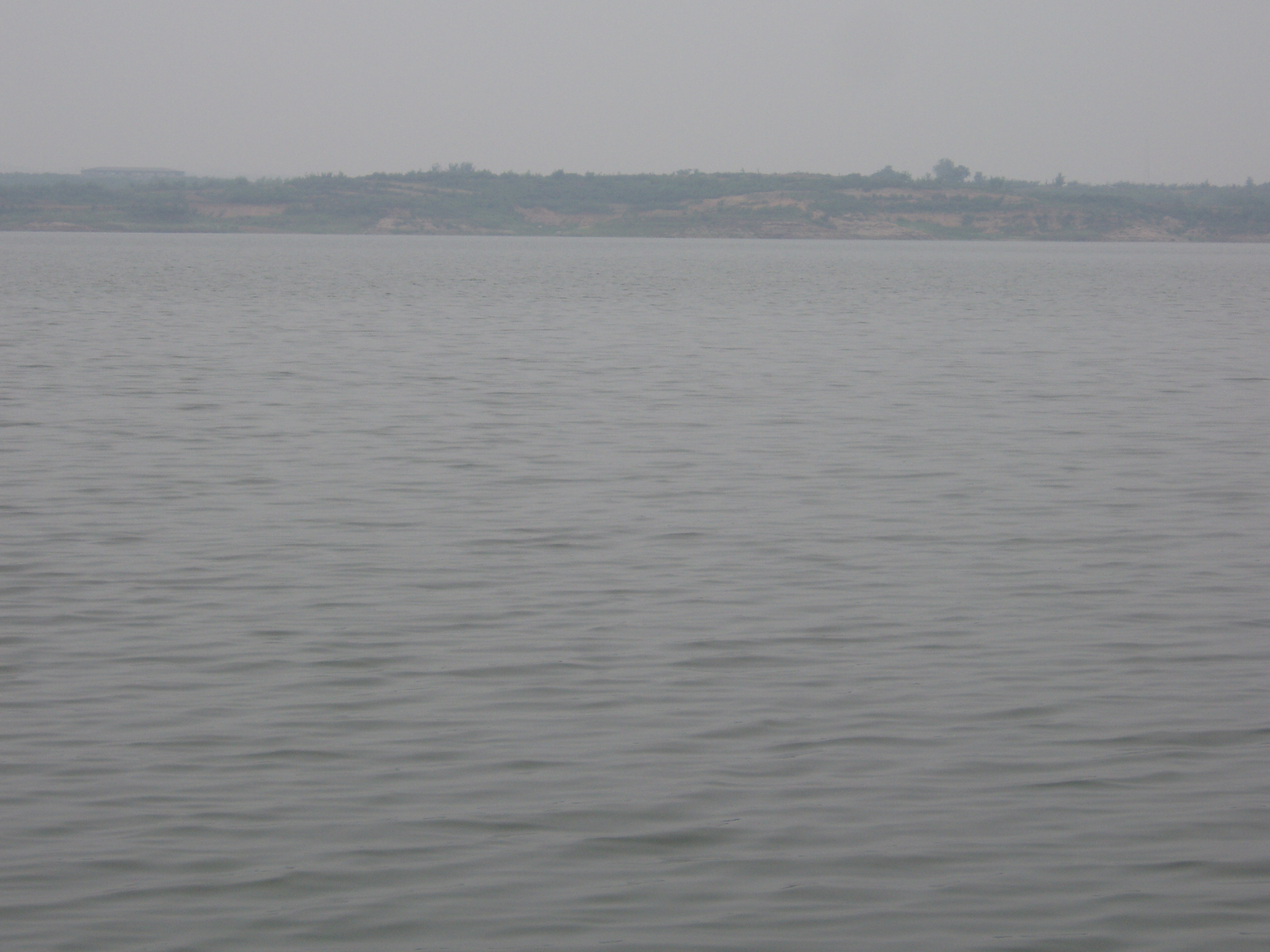

临城县是河北省邢台市下辖的一个县，处于太行山东麓。区域总面积为797平方公里，县人民政府驻临城镇。

## 沿革
临城县最早是春秋时期，晋国的临邑城，“赵稷奔临”中的临指的就是这里。进入战国时期，历经三家分晋后，临城县疆域南部落入赵国之手，北部则被中山国所占。
西汉成立后，在恒山郡设立房子县，县治位于今高邑仓房村。东汉建武十七年，恒山郡并入中山国。
来到三国时期，魏太和六年封赵国，房子成为赵国国都。公元265年，西晋成立前夕，赵国被废除，自此之后，直至清代，除在北宋宣和元年（公元1119年）至金朝控制中原时，临城县属于庆源府外，其余时期临城县疆域皆属于赵州。
唐代天寶元年（公元742年），因县西南十里处有古临城而改名临城县，其县治也被迁到了今临城县城。到五代十国后梁龙德二年（公元922年），为避魏王父亲之名讳，县名改回房子县，后唐又改回临城县。
进入宋代，隆平县于熙宁六年（公元1073年）并入临城县，成为隆平镇。后又于元祐元年（公元1086年）恢复隆平县。此后至近代临城县的行政区划并无太大变化。
中华人民共和国成立后，于1958年将临城县并入内丘县，又于4年后的1962年恢复临城县。但时至今日仍有将临城县和内丘县合并为临丘县的声音。

## 地理
临城县地势自西向东，呈阶梯状分布。山区、丘陵和平原，分别占全县总面积的35％、50％和15％。
临城县森林覆盖率达43.2％。拥有岐山湖等十九座水库，地表水拥有量常年在7000万立方米左右。

## 人口
根据第七次全国人口普查数据，截至2020年11月，临城县常住人口为19.98万人，占全市人口2.81％。全县常住人口中，男性人口占比50.58%；女性人口占比49.42%。年龄构成方面，0~14岁人口占比21.88%，15~59岁人占比57.76%，60岁及以上人口占比20.36%，65岁及以上人口占比14.23%。
临城县是一座人口小县。根据第五次全国人口普查和第六次全国人口普查的数据，临城县在2000年有常住人口191355人，在2010年有常住人口204086人。
2000年第五次人口普查数据
| 全县总常住人口 | 临城镇  | 东镇镇  | 黑城乡  | 鸭鸽营乡 | 西竖乡  | 石城乡 | 郝庄乡  | 赵庄乡  |
| -------------- | ------- | ------- | ------- | -------- | ------- | ------ | ------- | ------- |
| 191355人       | 54464人 | 23742人 | 26159人 | 28992人  | 16429人 | 9925人 | 14121人 | 17523人 |

2010年第六次人口普查数据
| 全县总常住人口 | 临城镇  | 东镇镇  | 西竖镇  | 郝庄镇  | 黑城乡  | 鸭鸽营乡 | 石城乡  | 赵庄乡  |
| -------------- | ------- | ------- | ------- | ------- | ------- | -------- | ------- | ------- |
| 204086人       | 64247人 | 25652人 | 17848人 | 13061人 | 25548人 | 29247人  | 10714人 | 17769人 |

## 名胜古迹

### 崆山白云洞
崆山白云洞是一座天然的喀斯特溶洞，形成于距今5亿年前的寒武纪。2014年成为中国国家AAAA级景区。

### 普利寺塔
普利寺塔位于中国河北省邢台市临城县城内临泉路，是中国唯一保存的北宋方形密檐式仿木砖塔，2001年被列为第五批全国重点文物保护单位。

### 岐山湖
西竖水库位于中国河北省邢台市临城县西竖镇，是以防洪为主，结合灌溉、發電、水產養殖等功能的大（二）型水库。始建于1958年，由临城、内丘、隆尧、柏乡四县合并为内丘县时动用3万民工历时两年修筑而成。原名三岐水库，1963年改名为临城水库，1990年后又称为岐山湖，因位于西竖镇，所以也被称为西竖水库。

### 天台山 (临城县)
天台山位于崆山白云洞附近，是中国国家AAAA级景区。

## 行政区划
临城县下辖5个镇、3个乡：
临城镇、东镇镇、西竖镇、郝庄镇、黑城镇、鸭鸽营乡、石城乡和赵庄乡。